# Белковский сельский совет (Тростянецкий район)
Белковский сельский совет (укр. Білківська сільська рада) — входит в состав
Тростянецкого района
Сумской области
Украины.
Административный центр сельского совета находится в 
с. Белка
.

## Населённые пункты совета
- с. Белка
- с. Вишневое
- с. Грузское
- с. Никитовка
- с. Новоселовка
- с. Алексино
- с. Хвощевая